# Dismac D-8000

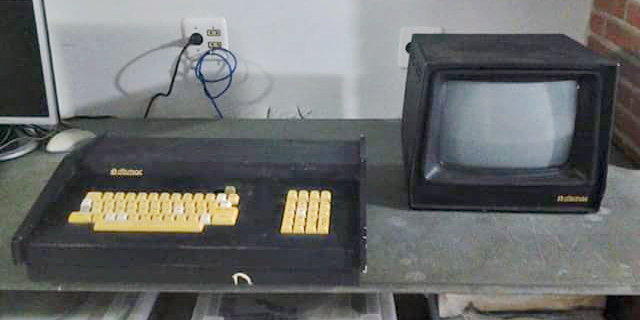

O D-8000 foi um computador doméstico brasileiro produzido pela empresa Dismac (tradicional fabricante de calculadoras eletrônicas) a partir de 1980. Foi também o primeiro clone do TRS-80 Modelo I estadunidense produzido no Brasil, consistindo num gabinete com teclado mecânico e gravador de cassetes incorporado. Era uma cópia exata do PMC-80 americano.
Em 1981, o D-8000 tornou-se o primeiro microcomputador vendido numa loja de departamentos: o Mappin da Praça Ramos, no centro de São Paulo. Apesar do preço inicial ser elevado (Cr$ 396.690,00, em quatro parcelas sem juros), nada menos que 10 aparelhos foram vendidos em três semanas, um volume expressivo para a época.
Em 1982, surgiram os modelos D-8001 e D-8002. Todavia, logo a Dismac deixou de produzir clones do TRS-80 e passou a produzir cópias do Apple II.

## Características
- Memória:
  - ROM: 16 KiB
  - RAM: 16 KiB
- Teclado: mecânico, com 51 teclas.
- Display: televisor PAL-M
  - 16 × 64 texto
  - 16 × 32 texto (expandido)
  - 48 × 128 ("gráfico de baixa resolução")
- Portas:
  - 1 saída para monitor de vídeo
  - Interface de cassete
- Armazenamento:
  - Gravador de cassete embutido no gabinete (a 300 bauds)